# 李敬天
李敬天（？—），香港音乐企业家、音乐教育活动家。曾任香港最大乐器行通利琴行总裁，现任通利音樂基金董事，亦从事香港音乐教育。

## 简介
香港乐行巨子李子文之子，家族祖籍浙江宁波镇海县，生于香港。早年移民加拿大，毕业于温哥华英属哥伦比亚大学工学院，1979年获得微电子和集成电路工学学士学位。毕业后在北美半导体工业任职。1992年，接受家族通利琴行在加拿大分布业务，任加拿大区主管。1994年回港入主通利琴行香港本部。后任通利琴行总裁、通利音樂基金董事长，后其弟李敬成接手。现任通利音樂基金董事和通利琴行独立非执行董事。
辞任家族企业主管后，从事香港音乐教育，现任香港教育学院职业与继续教育学院财务与人员委员会主席，香港浸会大学音乐系顾问委员会委员、主席，香港演藝學院董事会董事、顾问委员会委员，QTSA 優質服務網上學委員會副主席。又任香港賽馬會音樂及舞蹈信託基金会主席。

## 荣誉
- 2011年获得香港特区政府民政事務局褒奖证书[1]。
- 2013年获选香港教育学院荣誉院士[1]。